# Aleksandr Kas'janov
Aleksandr Vladimirovič Kas'janov (in russo Александр Владимирович Касьянов?; traslitterazione anglosassone Alexander Vladimirovich Kasyanov; Bratsk, 30 settembre 1983) è un bobbista ed ex slittinista russo.

## Biografia

### Gli inizi nello slittino
Inizia a praticare lo slittino a livello agonistico nel 2000 cimentandosi nella disciplina del singolo e ottenendo come miglior piazzamento in classifica generale il ventunesimo posto nella stagione 2003/04, durante la quale partecipò anche ai campionati mondiali di Nagano 2004 e agli europei di Oberhof 2004 classificandosi rispettivamente 28º e 14º.

### Il passaggio al bob
Passa al bob nel 2006 come pilota per la squadra nazionale russa. Debuttò in Coppa Europa nel novembre 2006 disputando la sua migliore stagione nel 2009/10 con il terzo posto in classifica generale raggiunto nel bob a quattro e nella combinata, fu invece quarto nel bob a due. Si distinse inoltre nelle categorie giovanili vincendo la medaglia di bronzo nel bob a due ai mondiali juniores di Igls 2008.
Esordì in Coppa del Mondo nella stagione nel 2008/09, il 10 gennaio 2009 a Schönau am Königssee dove si piazzò al 20º posto nel bob a due. Colse il suo primo podio il 15 gennaio 2011 ad Igls nella competizione a squadre e vinse la sua prima gara il 16 gennaio 2016 a Park City nel bob a quattro con Aleksej Puškarëv, Il'vir Chuzin e Aleksej Zajcev. Ha trionfato nella classifica generale del bob a quattro nel 2016/17, stagione al termine della quale ha raggiunto anche i suoi migliori piazzamenti nel bob a due (quinto posto) e nella combinata maschile (secondo posto).
Alle olimpiadi casalinghe di Soči 2014 si classificò al 4º posto sia nel bob a due  che in quello a quattro ma il 29 novembre 2017 la commissione disciplinare del Comitato Olimpico Internazionale prese atto delle violazioni alle normative antidoping compiute da Kas'janov in occasione delle Olimpiadi di Soči, annullando conseguentemente i risultati ottenuti e proibendogli di partecipare a qualunque titolo a future edizioni dei Giochi olimpici. Il 1º febbraio 2018 il Tribunale Arbitrale dello Sport, dopo aver preso in esame il ricorso presentato da Kas'janov, ha confermato le squalifiche comminatagli dal CIO, annullando tuttavia il divieto di partecipare a qualunque titolo a future edizioni delle olimpiadi.
Ai mondiali ha vinto due medaglie nella competizione a squadre: un bronzo a Winterberg 2015 e un argento ad Igls 2016; detiene inoltre quali migliori risultati il 15º posto nel bob a due e il 7º nel bob a quattro, ottenuti entrambi nell'edizione 2015. Nelle rassegne continentali ha vinto una medaglia d'argento nel bob a quattro a La Plagne 2015 e nella specialità a due a non è andato oltre il 6º posto di Sankt Moritz 2016.
Il 16 gennaio 2019 la IBSF confermò le sanzioni inflitte a Kas'janov in seguito alla vicenda doping di Soči 2014, sospendendolo sino al 12 dicembre 2020 e escludendolo da tutti i risultati ufficiali ottenuti a partire dal 14 febbraio 2014 sino a quella data.. Le vennero quindi revocate quindi le medaglie mondiali ed europee nonché il trofeo di Coppa del Mondo vinto nel bob a quattro.

## Palmarès

### Mondiali juniores
- 1 medaglia:
  - 1 bronzo (bob a due ad Igls 2008).

### Coppa del Mondo
- Miglior piazzamento in classifica generale nel bob a due: 9º nel 2010/11;
- Miglior piazzamento classifica generale nel bob a quattro: 4º nel 2011/12;
- Miglior piazzamento in classifica generale nella combinata: 5º nel 2011/12.
- 7 podi (5 nel bob a quattro e 2 nelle gare a squadre):
  - 3 secondi posti (2 nel bob a quattro, 1 nella gara a squadre);
  - 4 terzi posti (3 nel bob a quattro, 1 nelle gare a squadre).

### Circuiti minori

#### Coppa Europa
- Miglior piazzamento in classifica generale nel bob a due: 4º nel 2009/10;
- Miglior piazzamento in classifica generale nel bob a quattro: 3º nel 2009/10;
- Miglior piazzamento in classifica generale nella combinata maschile: 3º nel 2009/10;
- 9 podi (3 nel bob a due, 6 nel bob a quattro):
  - 2 vittorie (1 nel bob a due, 1 nel bob a quattro);
  - 1 secondo posto (nel bob a quattro);
  - 6 terzi posti (2 nel bob a due, 4 nel bob a quattro).

#### Coppa Nordamericana
- Miglior piazzamento in classifica generale nel bob a due: 9º nel 2013/14;
- Miglior piazzamento in classifica generale nel bob a quattro: 21º nel 2013/14;
- Miglior piazzamento in classifica generale nella combinata maschile: 17º nel 2013/14;
- 3 podi (tutti nel bob a due):
  - 2 vittorie;
  - 1 secondo posto.